# 김종엽
김종엽(1947년 8월 30일 ~ )은 대한민국의 배우이다.

## 학력
- 서울예대 연극과

## 출연작

### 드라마
- 1985년 MBC 조선왕조오백년 특별기획드라마 《임진왜란》 ... 김시민 역
- 1985년 MBC 농촌드라마 《전원일기》 ... 소금장수 역
- 2000년 SBS 일일시트콤 《웬만해선 그들을 막을 수 없다》 ... 소방서장 역
- 2000년 SBS 창사10주년 대기획 《덕이》 ...소리선생 역

### 연극
- 지킴이
- 오장군의 발톱
- 신이국기
- 남사당의 하늘
- 맥베드
- 둥둥 낙랑둥
- 춘궁기
- 주공행장

### 창극
- 심청전
- 소태산

### 마당놀이
- 봉이김선달
- 변학도전
- 방자전
- 놀부전
- 홍길동전
- 춘향전
- 심청전
- 신이춘풍전
- 애랑전
- 허생전
- 마포황부자자
- 변강쇠
- 쾌걸 박씨

## 수상
- 1993년 서울연극제 연기상 - 연극 《남사당의 하늘》

## 방송
- 2001년 ~ 2013년 국악방송 - 우면골 상사디야 (초란이 김영화와 함께 진행)